# Poolbillard-Jugendeuropameisterschaft 1989
Die Poolbillard-Jugendeuropameisterschaft 1989 war die neunte Austragung der von der European Pocket Billiard Federation veranstalteten Jugend-Kontinentalmeisterschaft im Poolbillard.
Ausgespielt wurden die Disziplinen 14/1 endlos, 8-Ball und 9-Ball in den Kategorien Junioren und Schüler sowie der Mannschafts-Europameister der Schüler.
Die Junioren-Wettbewerbe fanden in Schaan in Liechtenstein statt, die Wettbewerbe der Schüler in Leverkusen.

## Medaillengewinner
| Disziplin              | Gold             | Silber          | Bronze                          |       |
| ---------------------- | ---------------- | --------------- | ------------------------------- | ----- |
| Junioren – 14/1 endlos | Werner Duregger  | Tomas Larsson   | Max Perego Bernd Jahnke         | [ 1 ] |
| Junioren – 8-Ball      | Marco Schachner  | A. Napetschnig  | Gabriele Cimmino R. Johannesson | [ 2 ] |
| Junioren – 9-Ball      | Palle Lindgren   | A. Gordon       | Vegar Kristiansen R. Vorburger  | [ 3 ] |
| Schüler – 14/1 endlos  | Alexander Markut | Volker Knittel  | A. Reichhart G. Klauser         | [ 4 ] |
| Schüler – 8-Ball       | Thomas Colling   | Michael Faltin  | Michael Remy Marcus Rohe        | [ 5 ] |
| Schüler – 9-Ball       | P. Antonsson     | Sven Schwarberg | Samuel Clemann Pelle Ljungberg  | [ 6 ] |
| Schüler-Mannschaft     | Schweden         | Deutschland     | Österreich Schweiz              | [ 7 ] |